# Internationale libérale
L’Internationale libérale représente une fédération mondiale des partis politiques libéraux et radicaux (sociaux-libéraux) du monde entier, fondée en 1947 sous le nom d'Union mondiale des partis libéraux. Cette association a actuellement son siège à Londres.

## Organisations membres

### Organisations trans-nationales
- Parti de l'Alliance des libéraux et des démocrates pour l'Europe (ADLE)
- Conseil des libéraux et démocrates asiatiques (CLDA)
- Réseau international des femmes libérales
- Groupe libéral-démocrate à l'Assemblée parlementaire du Conseil de l'Europe
- Fédération internationale de la jeunesse libérale
- Réseau libéral africain

### Partis nationaux
| Pays                             | Parti                                                                            | Date      |
| -------------------------------- | -------------------------------------------------------------------------------- | --------- |
| Afrique du Sud                   | Alliance démocratique                                                            | 1984      |
| Allemagne                        | Parti libéral-démocratique                                                       | Fondateur |
| Allemagne                        | Groupe allemand de l'Internationale libérale                                     |           |
| Andorre                          | Libéraux d'Andorre                                                               | 1994      |
| Belgique                         | Mouvement réformateur                                                            | Fondateur |
| Belgique                         | Libéraux et démocrates flamands                                                  | Fondateur |
| Botswana                         | Mouvement du Botswana pour la démocratie (en)                                    | 2012      |
| Bulgarie                         | Mouvement des droits et des libertés                                             | 2003      |
| Bulgarie                         | Mouvement national pour la stabilité et le progrès                               | 2005      |
| Burkina Faso                     | Alliance pour la démocratie et la fédération/Rassemblement démocratique africain | 2006      |
| Burundi                          | Alliance démocratique pour le renouveau                                          | 2009      |
| Cambodge                         | Parti du sauvetage national du Cambodge                                          | 2006      |
| Canada                           | Parti libéral du Canada                                                          | Fondateur |
| Chili                            | Parti libéral du Chili (en)                                                      | 2014      |
| République démocratique du Congo | Alliance pour le renouveau au Congo                                              |           |
| Côte d'Ivoire                    | Rassemblement des républicains                                                   | 2003      |
| Croatie                          | Diète démocrate istrienne                                                        |           |
| Croatie                          | Parti social-libéral croate                                                      | 1992      |
| Cuba                             | Parti solidarité démocratique                                                    | 2005      |
| Cuba                             | Parti national libéral de Cuba (en)                                              | 2005      |
| Cuba                             | Union libérale cubaine                                                           | 1992      |
| Danemark                         | Parti social-libéral danois                                                      | 1948      |
| Danemark                         | Gauche, Parti libéral du Danemark                                                |           |
| Égypte                           | Parti des Égyptiens libres                                                       |           |
| Estonie                          | Parti de la réforme d'Estonie                                                    | 1990      |
| Finlande                         | Parti du centre                                                                  | 1983      |
| Finlande                         | Parti populaire suédois de Finlande                                              | 1983      |
| Géorgie                          | Parti républicain                                                                | 2006      |
| Gibraltar                        | Parti libéral de Gibraltar                                                       | 1997      |
| Guatemala                        | Parti patriote                                                                   | 2011      |
| Guinée                           | Union des forces démocratiques de Guinée                                         | 2012      |
| Guinée                           | Union des forces républicaines                                                   | 2012      |
| Honduras                         | Parti libéral du Honduras                                                        | 1986      |
| Islande                          | Parti du progrès                                                                 | 1983      |
| Irlande                          | Fianna Fáil                                                                      |           |
| Kosovo                           | Parti libéral indépendant (en)                                                   | 2009      |
| Liban                            | Courant du futur                                                                 | 2012      |
| Luxembourg                       | Parti démocratique                                                               |           |
| Macédoine                        | Parti libéral-démocrate                                                          | 1994      |
| Madagascar                       | Militant pour le progrès de Madagascar                                           | 1994      |
| Maroc                            | Union constitutionnelle                                                          | 2003      |
| Maroc                            | Mouvement populaire                                                              | 2003      |
| Mexique                          | Nouvelle Alliance                                                                | 2006      |
| Mongolie                         | Volonté civile-Parti vert (en)                                                   | 2009      |
| Nicaragua                        | Parti libéral indépendant                                                        | 2012      |
| Norvège                          | Gauche                                                                           | Fondateur |
| Paraguay                         | Parti libéral radical authentique                                                | 2011      |
| Pays-Bas                         | Démocrates 66                                                                    | 1986      |
| Pays-Bas                         | Parti populaire pour la liberté et la démocratie                                 | 1960      |
| Pays-Bas                         | Groupe néerlandais de l'Internationale libérale                                  |           |
| Philippines                      | Parti libéral                                                                    | 1989      |
| Roumanie                         | Parti national libéral                                                           | 1997      |
| Royaume-Uni                      | Libéraux-démocrates                                                              | 1989      |
| Royaume-Uni                      | Parti de l'Alliance d'Irlande du Nord                                            | 1991      |
| Russie                           | Iabloko                                                                          | 2002      |
| Sénégal                          | Parti démocratique sénégalais                                                    | 1980      |
| Sri Lanka                        | Parti libéral du Sri Lanka                                                       | 1987      |
| Suède                            | Les Libéraux                                                                     | Fondateur |
| Suède                            | Parti du centre                                                                  | 2006      |
| Taïwan                           | Parti progressiste démocratique                                                  | 1994      |
| Tanzanie                         | Front civique uni                                                                | 1997      |
| Thaïlande                        | Parti démocrate                                                                  |           |
| Tunisie                          | Afek Tounes                                                                      | 2021      |
| Tunisie                          | Parti social-libéral                                                             | 1988      |

## Membres observateurs
- Argentine : Unión por la Libertad
- Autriche : NEOS - La nouvelle Autriche et le Forum libéral
- Brésil : Groupe brésilien de l'Internationale libérale
- Burkina Faso : Alliance pour la démocratie et la fédération/Rassemblement démocratique africain
- Cambodge : Parti Sam Rainsy
- Colombie : Partido Social de Unidad Nacional (Parti social d'unité nationale)
- Croatie : Hrvatska narodna stranka - Liberalni Demokrati (Parti populaire croate-Démocrates libéraux)
- Géorgie : Parti républicain
- Guatemala : Podemos
- Italie : Federazione dei Liberali Italiani (Fédération des libéraux italiens)
- Kenya : Liberal Democratic Party (Parti libéral démocratique)
- Lituanie : Naujoji sąjunga (socialliberalai) (Nouvelle union (sociaux-libéraux))
- Madagascar : Mpitolona ho amin’ny Fandrosoan’i Madagasikara (Militant pour le Progrès de Madagascar)
- Malaisie : Parti Gerakan Rakyat Malaysia (Parti du mouvement populaire malaisien)
- Mali : Parti citoyen pour le renouveau
- Maroc : Rassemblement national des indépendants
- Mexique : Partido Nueva Alianza
- Moldavie : Partidul Social-Liberal (Parti social-libéral)
- Monténégro : Liberalna partija Crne Gore (Parti libéral du Monténégro)
- Nicaragua : Alianza Liberal Nicaragüense, Alliance libérale nicaraguayenne
- Serbie : Грађански савез Србије (Alliance civique de Serbie)
- Seychelles : Seychelles National Party (Parti national des Seychelles)
- Suède : Centerpartiet (Parti du Centre)
- Tunisie : Courant libéral réformateur (CLR)

## Anciens membres
- France : Union démocratique et socialiste de la Résistance
- Angola : Parti libéral démocrate
- Autriche : Forum libéral (Liberales Forum)
- Argentine : Recréer pour la croissance
- République démocratique du Congo : Alliance nationale des démocrates pour la reconstruction (Anader)
- Costa Rica : Mouvement libertarien (Movimiento Libertario)
- Égypte : Parti du Front démocratique
- Espagne : Union majorquine
- Guinée équatoriale : Union démocratique nationale de Guinée équatoriale (Unión Democratica Nacional de Guinea Ecuatorial)
- Hongrie : Alliance des démocrates libres (Szabad Demokraták Szövetsége)
- Israël : Shinouï (מפלגת שינוי)
- Italie : Radicali italiani (Radicaux italiens)
- Lettonie : Latvijas ceļš (Voie lettonne)
- Lituanie : Liberalų ir Centro Sąjunga (Union centriste et libérale)
- Malawi : United Democratic Front (Front démocratique uni)
- Serbie : Libéraux de Serbie (Liberali Srbije/Либерали Србије)
- Slovaquie : Alliance du nouveau citoyen (Aliancia Nového Občana)
- Slovénie : Démocratie libérale slovène (Liberalna demokracija Slovenije)
- Suisse : Parti libéral-radical
- Tchéquie : Mouvement civique
- Moldavie : Parti social-libéral (Partidul Social-Liberal)

## Membres individuels
- Hong Kong : Martin Lee, avocat et membre du Conseil législatif.